# 統一社會民主黨 (羅馬尼亞)
統一社會民主黨（羅馬尼亞語：Partidul Social Democrat Unit, PSDU）是羅馬尼亞的一個中間偏左、社會民主主義與基督教民主主義政黨。

## 歷史
統一社會民主黨在2024年罗马尼亚议会选举後因为其作为小黨获得异常大的选票比例而引起媒体关注，大众普遍认为这是因为統一社會民主黨與较大的社会民主党的选举标志非常相似，致使選民错误地將欲投予社会民主党的選票投予統一社會民主黨。
2025年3月，統一社會民主黨登记其党主席瓦娜·克雷楚（Oana Crețu）为当年的总统选举的候选人。中央選舉局拒绝將克雷楚登記為候选人，因为克雷楚提交的205,427个签名中僅有197,194个有效，致使克雷楚提交的签名少于所需的200,000个。克雷楚與統一社會民主黨的其他党员声称其余签名是使用熱敏墨水笔收集的，並由於储存条件不当而消失。克雷楚呼吁中央選舉局将其提交的签名名单放入冰箱，以使签名可见，然而中央選舉局拒绝了克雷楚的请求。

## 意識形態
統一社會民主黨在经济議題上持中間偏左立场，在社会議題上持進步主義立场，此外統一社會民主黨也被描述为基督教社會主義與親歐洲主義的政黨。統一社會民主黨也标榜自身为面向青年的政党，並致力於教育体制改革與提供免費學校午餐。統一社會民主黨支持發放無條件基本收入。

## 國會選舉結果
| 选举年 | 眾議院  | 眾議院 | 眾議院  | 參議院  | 參議院 | 參議院  | 結果         | 參考資料 |
| 选举年 | 得票    | %      | 席次    | 得票    | %      | 席次    | 結果         | 參考資料 |
| ------ | ------- | ------ | ------- | ------- | ------ | ------- | ------------ | -------- |
| 2024   | 177,137 | 1.92   | 0 / 331 | 164,659 | 1.78   | 0 / 134 | 議會外反對黨 | [ 13 ]   |